# Diego Simonetti

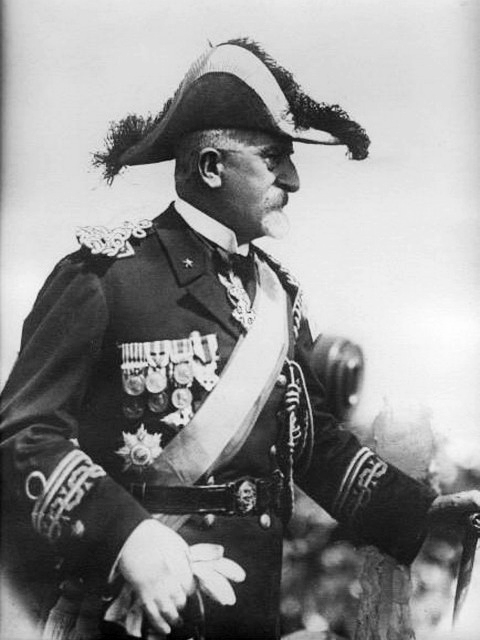
Almirante Simonetti com uniforme de parada

Diego Simonetti (Gemona del Friuli, 14 de junho de 1865 – Pisa, 20 de dezembro de 1926) foi um almirante italiano lembrado sobretudo pelos eventos de Rijeka, Croácia.

## Biografia
Ingressou na Marinha aos 15 anos de idade, em 1885 alcançou o posto de alferes. Em sua carreira, entre 1900-1901, após a Revolta dos Boxer, ele participou da campanha no Extremo Oriente com a Força Expedicionária Italiana na China. Entre 1911-1912 participou da guerra ítalo-turca e, depois, da Primeira Guerra Mundial, na qual ele foi chefe de gabinete das forças navais mobilizadas  conseguindo promoção para o posto de contra-almirante e posteriormente vice-almirante, durante o conflito em 1916, merecendo a Ordem Militar da Sabóia e a Cruz de Mérito da Guerra. 
No final da Primeira Guerra Mundial, ele foi um dos protagonistas da ação que pôs fim à Empreitada de Rijeka, quando, ao seguir o Tratado de Rapallo frente a recusa de Gabriele D'Annunzio em deixar a Regência de Carnaro, a cidade de Rijeka estava completamente cercada e na manhã da véspera de Natal, em 24 de dezembro de 1920, o governo italiano ordenou uma intervenção militar para provocar a evacuação do território pelos legionários de D'Annunzio e Rijeka foi bombardeada pelos navios da Marinha Real. O almirante Simonetti, como Comandante-Chefe das forças navais do Alto Adriático, ordenou, da ponte de comando do navio de guerra Andrea Doria, o bombardeio do mar à cidade e um canhão disparado por Andrea Doria eviscerou a residência do Vate que no dia 31 de dezembro se rendeu, depois que quase cinquenta homens nos confrontos com o exército italiano na semana anterior, incluindo legionários, civis e soldados do exército real, perderam a vida no que foi chamado de Natal sangrento. 
Posteriormente, foi Comandante-Chefe da Praça Marítima de Pola e governador de Corfu[2] durante a crise entre Itália e Grécia em 1923, depois Comandante-Chefe do Departamento Marítimo Jônico e do Baixo Adriático, Comandante-Chefe do Departamento Marítimo de Alto Tirreno  e, finalmente, a partir de 1º de junho de 1925, Comandante-Chefe da Armada Naval . 
Seguindo o Decreto Real n. 2395, de 11 de novembro de 1923, o qual modificou as patentes dos almirantes juntamente com as de outros líderes das forças armadas do Reino, o posto de Vice-almirante foi dividido em duas categorias distintas, ou seja, vice-almirante de armada e vice-almirante de esquadra e o almirante Simonetti estava entre os que foram elevados ao posto de vice-almirante de armada, para depois assumir o posto de almirante de armada em seguimento a lei n. 1178, de 8 de junho de 1926, cujos nomes de vice-almirante de armada e vice-almirante de esquadra foram abolidos e substituídos pelos nomes de almirante de armada e de almirante de esquadra. 
O almirante Simonetti morreu em Pisa em 20 de dezembro de 1926, após uma breve doença, enquanto sua bandeira de Comandante-chefe da Armada Naval ainda estava tremulando no mastro principal do navio-almirante da capitânia Conte di Cavour.

## Honras
Cavaleiro da Ordem Militar de Sabóia
"Como comandante das forças navais localizadas nas águas da Albânia e do Alto Epiro lutou efetivamente com excelentes resultados e com intervenção pessoal nas operações realizadas de março a outubro de 1918, em estreita colaboração com o comando das Tropas R.R., destacando-se particularmente na organização da defesa de Valona e de vários pontos da costa, na proteção de numerosos comboios, nas operações de guerra; depois, do mar, derrotou a Malakastra na ocupação de Durazzo e apoiou as tropas avançadas na linha de Mathi. Em cada ocasião, ele confirmava suas qualidades de mente e intelecto e sua competência profissional, obtendo com suas forças a conquista de importantes objetivos militares"
- Adriático 1915-1916-1917-1918

Cruz de Mérito de Guerra
"Como comandante de navio no início da guerra em operações brilhantes sob a costa adversária, e mais tarde destinado ao alto comando em locais sujeitos à ofensiva inimiga, ele provou em todas as circunstâncias suas virtudes militares"
- Adriático 1915-1916-1917-1918